# Museo Casa de la Memoria
Das Museo Casa de la Memoria (deutsch Haus der Erinnerung) ist ein Museum in Medellín, das in einer großen Dauerausstellung an die Drogen- und Bürgerkriege in Kolumbien seit 1948 erinnert.

## Architektur

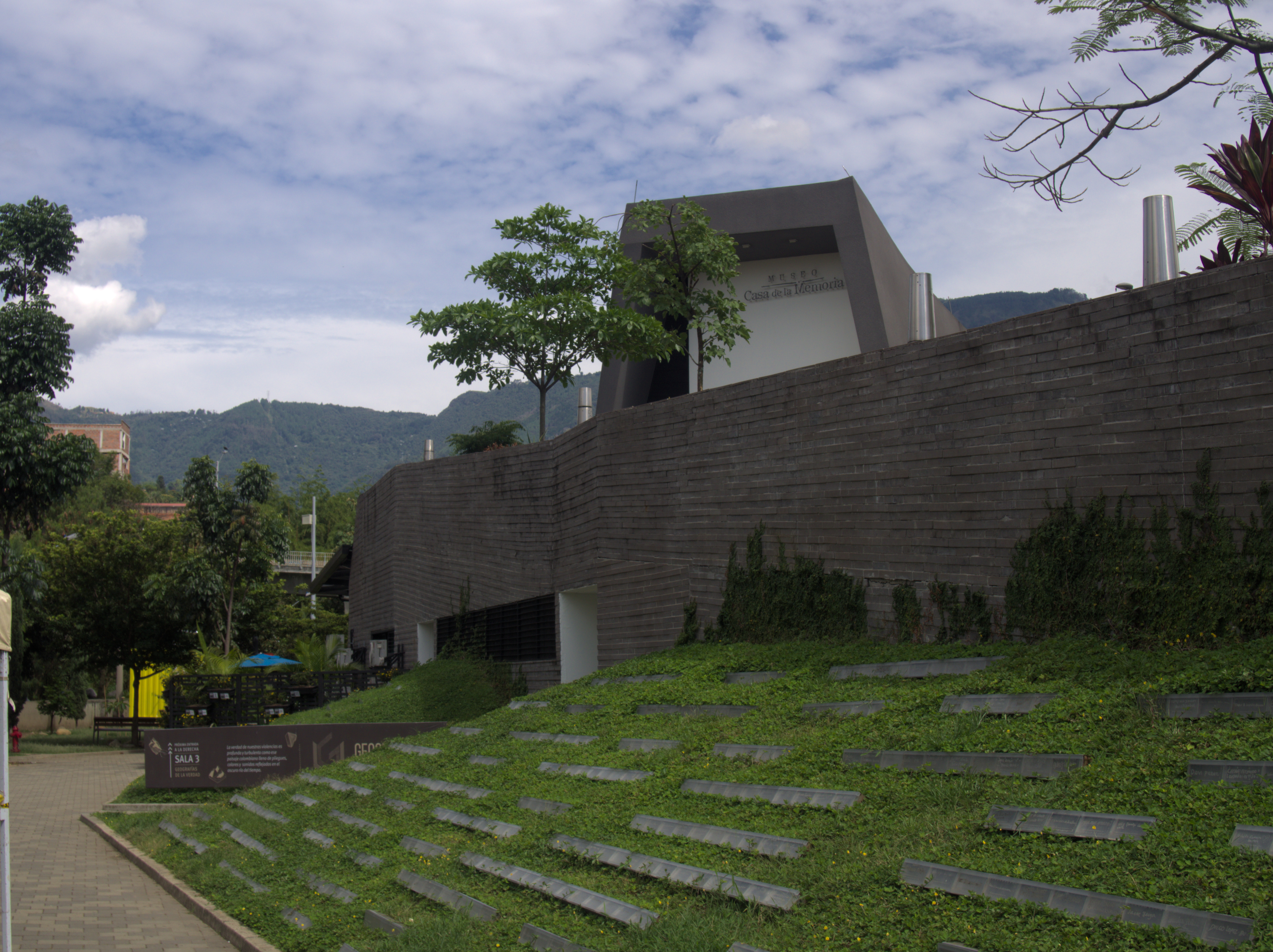
Das Museumsgebäude

Das Museum befindet sich in einem futuristischen Betonbau, der einem Tunnel ähnelt.
Dieser wurde von Jorge A. Gaviria entworfen.
Das Museum wurde 2011 eröffnet.

## Ausstellung

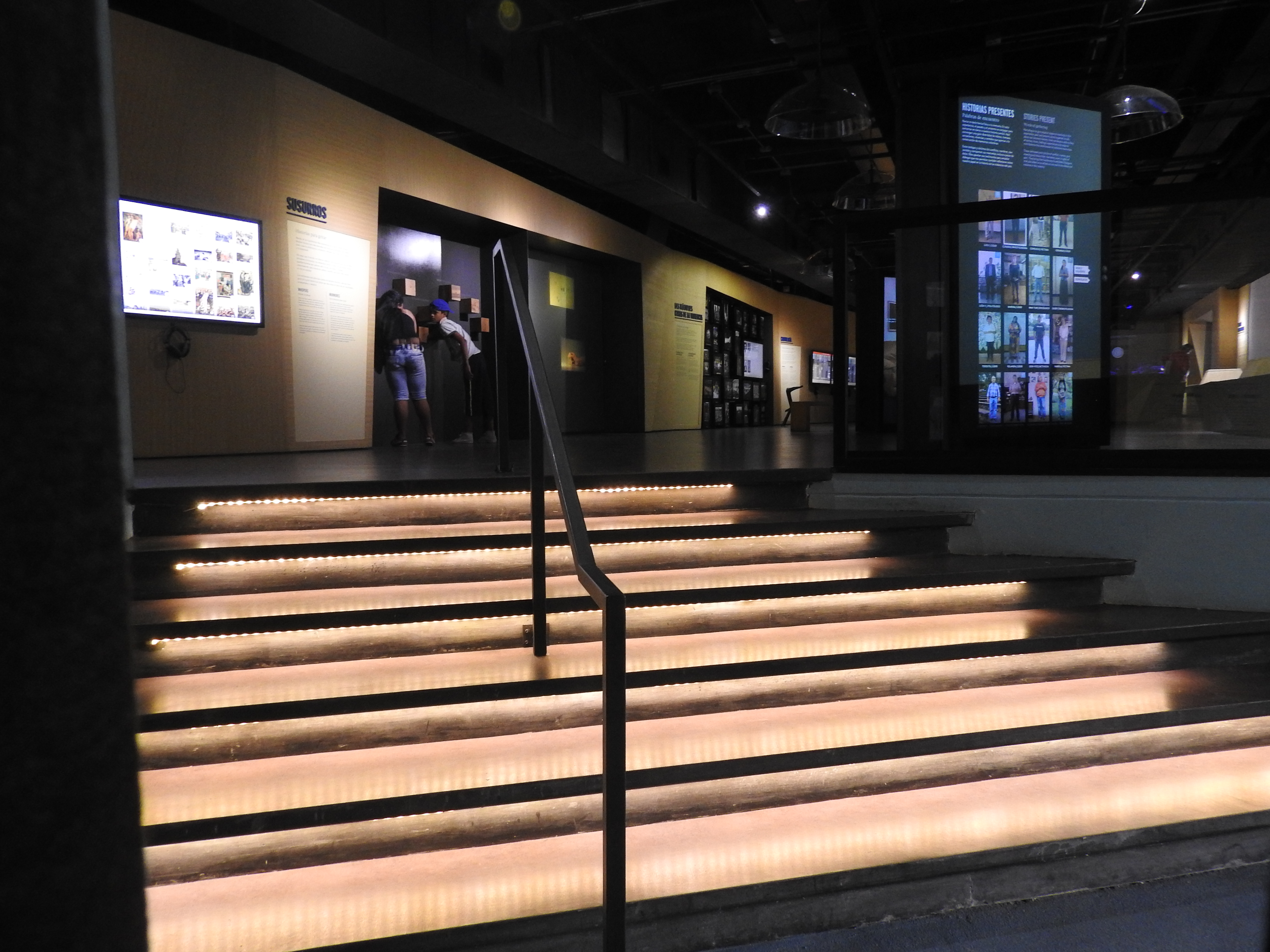
Ausstellungsraum

Das Museum erinnert an die Opfer und Täter des Krieges. Schwerpunkt sind neben Ausstellungsexponaten und Informationstafeln interaktive Bildschirme, in denen über einzelne Opferschicksale berichtet wird.

## Veranstaltungen
Es finden Veranstaltungen wie Vorträge und Diskussionen statt. Es bietet auch Begegnungsmöglichkeiten für Menschenrechtsaktivisten und für Opfer.

## Auszeichnungen
- 2015: Deutsch-französischer Antonio-Nariño-Menschenrechtspreis der deutschen und französischen Botschaft[2][3][4]